# Paul Menska
Paul Menska — український музичний продюсер.
У 2016 році випустив свій дебютний альбом під назвою Travel Memoirs на психоделічному сибірському лейблі Terminal Dream. За словами музиканта пластинка розділена на дві частини, які переплітаються — перша присвячена фізичним подорожам (Sundown Night, Garden Birds, Night Walk, On Sunny Field), друга — ментальним (Lonely Contemplation, Old Videos, Something Which Has Never Been, Gone With The Clouds).
2017 року вийшов у світ новий альбом музиканта. Він є музичним оповіданням життя однієї випадкової комбінації атомів у Всесвіті. Історія однієї людини, як історія одного представника Землі зі своїми суб'єктивними уподобаннями. Причиною яких є імпринтинговий слід.
Є автором музики до мультфільму «FLY ME AWAY». У невеликій екранізації розгортається історія Евана, дев'ятирічного вченого-астрофізика, який зауважує свій зв'язок з іншими світами. Еван приймає знаки Всесвіту і мріє потрапити на Науковий фестиваль, де фізика пояснює все.
З 2019 року почав співпрацювати з компанією виробництво якої орієнтоване на етно одяг «ETNODIM» [Архівовано 1 травня 2022 у Wayback Machine.].

## Альбоми
Travel Memoirs (2016) 
 Soulricher (2016) 
 Bardak (2017) 
 Imprinted Trail (2017) 
 Dawning (2017)